# Danh sách cầu thủ tham dự giải vô địch bóng đá nữ U-17 Bắc, Trung Mỹ và Caribe 2013
Đây là danh sách các đội hình tham dự Giải vô địch bóng đá nữ U-17 Bắc, Trung Mỹ và Caribe 2013, tổ chức ở Jamaica. 8 đội tham gia giải đấu phải đăng ký đội hình 20 cầu thủ; chỉ có các cầu thủ trong đội hình mới được tham gia giải đấu.
Cầu thủ được đánh dấu (c) là đội trưởng của đội tuyển quốc gia đó.

## Bảng A

### El Salvador
Huấn luyện viên:Geovanni Trigueros

### Haiti
Huấn luyện viên:

### Jamaica
Huấn luyện viên: Vinimore Blaine

### México
Huấn luyện viên:

## Bảng B

### Canada
Huấn luyện viên: Beverly Priestman
| Số | VT | Cầu thủ                | Ngày sinh (tuổi) | Trận | Bàn | Câu lạc bộ                         |
| -- | -- | ---------------------- | ---------------- | ---- | --- | ---------------------------------- |
| 1  | TM | Rylee Foster           |                  | 5    | 0   | Woodbridge SC                      |
| 18 | TM | Devon Kerr             |                  | 0    | 0   | Glen Shields FC                    |
| 12 | HV | Easther Mayi Kith      |                  | 2    | 0   | Laser de Joliette                  |
| 5  | HV | Mika Richards          |                  | 2    | 0   | Brams United                       |
| 3  | HV | Rachel Jones           |                  | 5    | 0   | Vancouver Whitecaps FC Girls Elite |
| 15 | HV | Nadia Pestell          |                  | 1    | 0   | Brams United                       |
| 6  | HV | Bianca St-Georges      |                  | 5    | 0   | Laser de Joliette                  |
| 2  | HV | Simmrin Dhaliwal       |                  | 5    | 0   | Vancouver Whitecaps FC Girls Elite |
| 14 | TV | Jenna Baxter           |                  | 2    | 0   | Vancouver Whitecaps FC Girls Elite |
| 8  | TV | Jessie Fleming (c)     |                  | 5    | 3   | London NorWest SC                  |
| 10 | TV | Sarah Kinzner          |                  | 5    | 1   | Calgary Foothills                  |
| 13 | TV | Avery Lakeman          |                  | 1    | 0   | Edmonton Drillers                  |
| 4  | TV | Karima Lemire          |                  | 5    | 0   | Varennes                           |
| 16 | TV | Sarah Stratigakis      |                  | 4    | 0   | Woodbridge SC                      |
| 9  | TĐ | Emily Borgmann         |                  | 5    | 5   | Burlington SC                      |
| 20 | TĐ | Nadya Gill             |                  | 3    | 4   | Vaughan SC                         |
| 17 | TĐ | Anyssa Ibrahim         |                  | 1    | 0   | Terrebonne                         |
| 7  | TĐ | Marie Levasseur        |                  | 5    | 5   | Haute St-Charles                   |
| 19 | TĐ | Jessica Lisi           |                  | 2    | 0   | Woodbridge SC                      |
| 11 | TĐ | Marie-Mychèle Métivier |                  | 5    | 6   | Armada Chaudière-Est               |

### Guatemala
Huấn luyện viên:

### Hoa Kỳ
Huấn luyện viên: B. J. Snow
| Số | VT | Cầu thủ             | Ngày sinh (tuổi)            | Trận | Bàn | Câu lạc bộ          |
| -- | -- | ------------------- | --------------------------- | ---- | --- | ------------------- |
| 18 | TM | Kat Hess            | 2 tháng 10, 1998 (15 tuổi)  |      |     | LA Premier          |
| 1  | TM | Lauren Rood         | 9 tháng 10, 1997 (16 tuổi)  |      |     | Washington Timbers  |
|    |    |                     |                             |      |     |                     |
| 5  | HV | Gabriella Carreiro  | 5 tháng 9, 1997 (16 tuổi)   |      |     | FC Stars of Mass.   |
| 7  | HV | Mia Gyau            | 22 tháng 6, 1998 (15 tuổi)  |      |     | Bethesda Lions      |
| 6  | HV | Natalie Jacobs      | 16 tháng 8, 1997 (16 tuổi)  |      |     | Slammers FC         |
| 10 | HV | Ellie Jean          | 31 tháng 1, 1997 (16 tuổi)  |      |     | Oakwood SC          |
| 12 | HV | Tegan McGrady       | 11 tháng 10, 1997 (16 tuổi) |      |     | MVLA SC             |
| 9  | HV | Zoe Morse           | 1 tháng 4, 1998 (15 tuổi)   |      |     | Michigan Hawks      |
| 13 | HV | Taylor Otto         | 23 tháng 10, 1997 (16 tuổi) |      |     | CASL                |
|    |    |                     |                             |      |     |                     |
| 2  | TV | Dorian Bailey       | 28 tháng 1, 1997 (16 tuổi)  |      |     | Sporting BVSC       |
| 4  | TV | Marley Canales      | 16 tháng 11, 1997 (15 tuổi) |      |     | San Diego Surf      |
| 14 | TV | Taylor Racioppi     | 26 tháng 2, 1997 (16 tuổi)  |      |     | PDA Clash           |
| 19 | TV | Anika Rodriguez     | 4 tháng 1, 1997 (16 tuổi)   |      |     | So Cal Blues        |
| 25 | TV | Frankie Tagliaferri | 18 tháng 1, 1999 (14 tuổi)  |      |     | PDA                 |
|    |    |                     |                             |      |     |                     |
| 3  | TĐ | Madison Haley       | 25 tháng 10, 1998 (15 tuổi) |      |     | Dallas Texans       |
| 8  | TĐ | Kelcie Hedge        | 19 tháng 9, 1997 (16 tuổi)  |      |     | Washington Premier  |
| 11 | TĐ | Civana Kuhlmann     | 14 tháng 4, 1999 (14 tuổi)  |      |     | Colorado Rush       |
| 17 | TĐ | Mallory Pugh        | 29 tháng 4, 1998 (15 tuổi)  |      |     | Real Colorado       |
| 15 | TĐ | Zoe Redei           | 8 tháng 10, 1997 (16 tuổi)  |      |     | Eclipse Select      |
| 22 | TĐ | Madison Schultz     | 20 tháng 1, 1998 (15 tuổi)  |      |     | Northwest Nationals |